# Hölbling Miksa
Hölbling Miksa (Pécs, 1811. október 12. – Pécs, 1901. február 26.) magyar orvos, Baranya vármegye főorvosa.

## Életrajza
Pécsett és Győrben végezte tanulmányait. 1835-ben a pesti egyetemen szerezte meg az orvosi diplomát. 1840-ben megválasztották Bács-Bodrog vármegye tiszai kerületének főorvosává. Még ugyanebben az évben Baranya vármegyek másodfőorvosa lett.
1865-ben lett Baranya vármegye főorvosa.

## Munkássága
- Dissertatio inaug. med.-chirurg. de ulceribus. Pestini, 1835.
- Baranya vármegyének orvosi helyirata, Pécs, 1845
- Szerkesztette a Magyar orvosok és természetvizsgálók történeti vázlatát s Munkálatainak VI. kötetét. (Pécs, 1846)

Az 1845-ben megjelent Baranya vármegyének orvosi helyirata című művében hű képet festett a megye korabeli (1834-1845) népességéről, nemzetiségeiről; magyarokról, svábokról, rácokról, ő volt az első aki felhívta a figyelmet az ormánsági magyarság egykézésére.